# Andrena mitis
Andrena mitis ist eine Sandbiene aus der Familie Andrenidae. Sie ist eine solitäre, nestbauende Biene, die in Deutschland von Ende März bis Anfang Mai fliegt. Auf Deutsch wird sie manchmal „Auen-Lockensandbiene“ genannt.

## Merkmale
Bei dieser mittelgroßen Sandbiene sind die Weibchen 11 bis 12 mm lang, die Männchen 8 bis 10 mm. Die Weibchen haben einen stark ausgebildeten Flocculus, der Thorax und das erste Tergit sind braungelb behaart. Ihre Endfranse ist schwarzbraun, die Schienenbürste ist außen braun und innen gelblich. Die Männchen haben sehr lange Mandibeln, welche an der Basis unten einen Zahn haben (nur mit Lupe zu sehen).

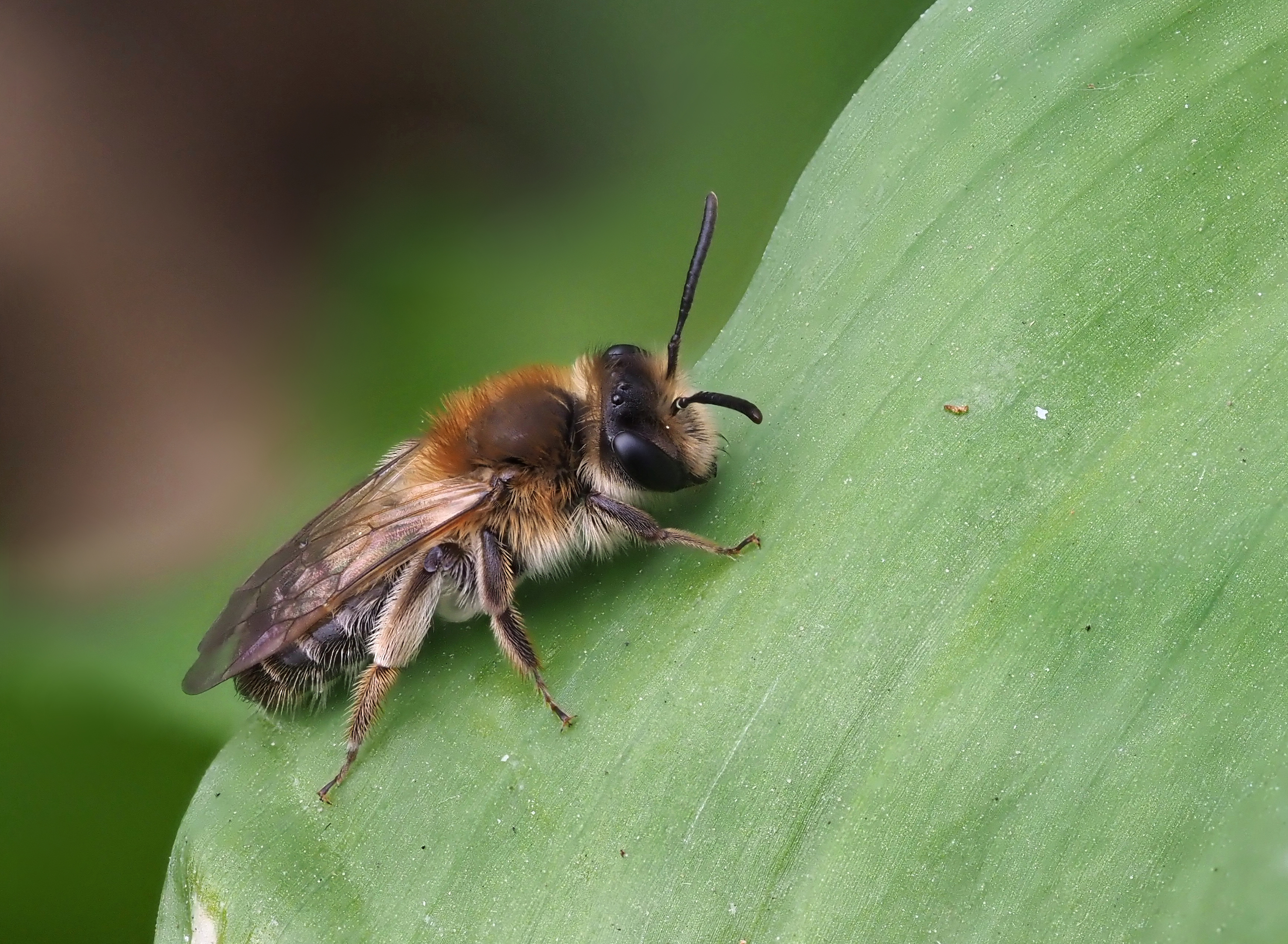
Andrena mitis (vielleicht auch nahe verwandt Art)

Für eine sichere Bestimmung ist Spezialliteratur und Vergleichsmaterial nötig.

## Verbreitung und Lebensraum
Andrena mitis ist von den Pyrenäen über Europa und über die Ukraine bis zur Wolga verbreitet sowie über Kleinasien bis zum Kaukasus. Nordwärts kommt die Art auch in den Niederlanden und Russland (Moskau, Kirow) vor und südwärts bis Sizilien, Nordgriechenland und die Südtürkei.
In Deutschland, Österreich und der Schweiz kommt die Art in allen Regionen vor, ist aber nur mäßig häufig.
Als Lebensraum sind vor allem Flussauen, Auwälder, Hochwasserdämme sowie Sand- und Kiesgruben bekannt.

## Lebensweise
Andrena mitis nistet in selbst gegrabenen Hohlräumen in der Erde, vor allem an kahlen und schütter bewachsenen Flächen, insbesondere in sandigem Boden. Die Weibchen sind oligolektisch, sie sammeln Pollen nur von Weiden. Die Überwinterung erfolgt als Imago.